# Satoshi Koizumi
Satoshi Koizumi (小泉 訓 Koizumi Satoshi?, nacido el 9 de junio de 1985 en Tokio) es un exfutbolista japonés. Jugaba de centrocampista y su único club fue el Tokushima Vortis de Japón.

## Trayectoria

### Clubes
| Club             | País  | Año         |
| ---------------- | ----- | ----------- |
| Tokushima Vortis | Japón | 2008 - 2009 |